# Communauté de communes Tarn-Agout
La Communauté de communes Tarn-Agout est une communauté d'agglomération française, située dans les départements du Tarn et de la Haute-Garonne, et la région Occitanie.

## Histoire
- Créée le 29 décembre 1994
- Au 1er janvier 2010, la commune de Belcastel intègre la communauté de communes Tarn-Agout, après son retrait de la Communauté de communes du SESCAL.
- Au 1er janvier 2013, intégration des communes de la Communauté de communes du SESCAL et de la commune de Roquevidal qui dépendait de la Communauté de communes du Pays de Cocagne.
- Au 7 juin 2018, la commune de Buzet-sur-Tarn se retire de la communauté de communes Tarn-Agout, pour intégrer la communauté de communes de Val'Aïgo[2].

## Composition
La communauté de communes est composée des 21 communes suivantes :

| Nom                             | Code Insee | Gentilé              | Superficie (km2) | Population (dernière pop. légale) | Densité (hab./km2) |
| ------------------------------- | ---------- | -------------------- | ---------------- | --------------------------------- | ------------------ |
| Saint-Sulpice-la-Pointe (siège) | 81271      | Saint-Sulpiciens     | 23,99            | 9 674 (2022)                      | 403                |
| Ambres                          | 81011      | Ambrais              | 19,11            | 1 031 (2022)                      | 54                 |
| Azas                            | 31038      | Azassiens            | 12,83            | 670 (2022)                        | 52                 |
| Bannières                       | 81022      | Banniérois           | 7,31             | 211 (2022)                        | 29                 |
| Belcastel                       | 81025      | Belcastelois         | 10,81            | 226 (2022)                        | 21                 |
| Garrigues                       | 81102      | Garriguais           | 10,51            | 317 (2022)                        | 30                 |
| Labastide-Saint-Georges         | 81116      | Bastidiens           | 6,23             | 1 985 (2022)                      | 319                |
| Lacougotte-Cadoul               | 81126      | Cadoliens            | 8,81             | 178 (2022)                        | 20                 |
| Lavaur                          | 81140      | Vauréens             | 62,83            | 10 884 (2022)                     | 173                |
| Lugan                           | 81150      | Luganais             | 10,13            | 420 (2022)                        | 41                 |
| Marzens                         | 81157      | Marzinois            | 11,26            | 311 (2022)                        | 28                 |
| Massac-Séran                    | 81159      | Massacois            | 8,52             | 493 (2022)                        | 58                 |
| Montcabrier                     | 81173      | Cabriémontois        | 5,43             | 315 (2022)                        | 58                 |
| Roquevidal                      | 81229      | Roquevidalais        | 7,71             | 137 (2022)                        | 18                 |
| Saint-Agnan                     | 81236      | Saint-Agnanais       | 6,88             | 295 (2022)                        | 43                 |
| Saint-Jean-de-Rives             | 81255      | Saint-Jean-de-Rivois | 6,02             | 512 (2022)                        | 85                 |
| Saint-Lieux-lès-Lavaur          | 81261      | Léonciens            | 9,54             | 1 232 (2022)                      | 129                |
| Teulat                          | 81298      | Teulatois            | 10,07            | 483 (2022)                        | 48                 |
| Veilhes                         | 81310      | Veilhois             | 5,59             | 145 (2022)                        | 26                 |
| Villeneuve-lès-Lavaur           | 81318      | Villeneuvois         | 6,16             | 138 (2022)                        | 22                 |
| Viviers-lès-Lavaur              | 81324      | Viviérois            | 10,02            | 265 (2022)                        | 26                 |

## Démographie
| 1968   | 1975   | 1982   | 1990   | 1999   | 2004   | 2011   | 2016   | 2019   |
| ------ | ------ | ------ | ------ | ------ | ------ | ------ | ------ | ------ |
| 14 682 | 15 459 | 16 431 | 17 601 | 19 104 | 24 300 | 26 487 | 28 406 | 29 234 |

## Administration

### Conseil communautaire
Les 38 délégués sont ainsi répartis selon un accord local comme suit : « L’attribution d’un siège aux Communes est déterminée sur la base d’un siège par tranche de 1200 habitants, étant précisé que les Communes dont la population est inférieure ou égale à 1200 habitants disposent d’un siège et que toute tranche entamée donne droit à un siège supplémentaire »
| Nombre de délégués | Communes                |
| ------------------ | ----------------------- |
| 9                  | Lavaur                  |
| 7                  | Saint-Sulpice           |
| 2                  | Labastide-Saint-Georges |
| 1                  | Les autres communes     |

### Présidence
| Période     | Période     | Identité             | Étiquette | Qualité                        |
| ----------- | ----------- | -------------------- | --------- | ------------------------------ |
| 1994        | 2014        | Jacques Esparbié     |           | Maire de Belcastel (1965-1977) |
| 2014        | 5 juin 2020 | Jean-Pierre Bonhomme | DVD       | Adjoint au maire de Lavaur     |
| 5 juin 2020 | En cours    | Gérard Portes        | SE        | Maire de Bannières             |